# Елинпелинска овца
Елинпелинската овца, наричана още софийска овца, е българска порода овце с предназначение добив на вълна мляко и месо.

## Разпространение
Породата е разпространена в стопанства в селищата Елин Пелин, Нови хан, Равно поле, Иваняне, Враждебна и други. Името ѝ произлиза от град Елин Пелин, в района на който посредством народна селекция е създадена породата. Поради разпространението си в Софийското поле породата често се нарича и Софийска.
Към 2008 г. броят на представителите на породата е бил 18 800 индивида.
Рисков статус – няма риск.

## Описание
Животните са сравнително едри с продълговато тяло. Имат тесни гърди. Главата е бяла и рядко е зарунена до очната риния. Профилът и е леко изпъкнал, ушите са средно големи. Кочовете и овцете са безроги. Опашката е обраснала с вълна и достига до скакателните стави. Копитата са здрави. Около очите и краката се срещат по-тъмни петна. Вълната е сравнително еднородна, но има и представители с по-груба.
Овцете са с тегло 60 – 65 kg, а кочовете 90 – 110 kg. Средният настриг на вълна е 2 – 3 kg при овцете и 4 – 5 kg при кочовете. Плодовитостта е 120 – 140%.